# Aeroporto di Kirovsk-Apatity
L'aeroporto di Kirovsk-Apatity conosciuto anche come l'aeroporto di Apatity-Chibiny è un aeroporto situato a 15 km a sud di Apatity e a 32 km da Kirovsk, nell'Oblast' di Murmansk, in Russia. L'aeroporto si trova nella posizione ottimale per raggiungere il sud ed il centro dell'Oblast' di Murmansk.

## Collegamenti con Apatity e Kirovsk
L'aeroporto è situato a sud-est da Apatity e sud-ovest da Kirovsk ed è facilmente raggiungibile con la linea del trasporto pubblico n.130 in partenza da Kirovsk via Apatity in coincidenza con gli arrivi/partenze dei voli di linea. In caso di ritardo l'autobus aspetta i passeggeri sulla piazzale del Terminal.